# ميخال تابارا
ميخال تابارا (بالتشيكية: Michal Tabara)‏ مواليد 16 أكتوبر 1979 في أوهرسكه هراديشتيه، تشيكوسلوفاكيا، هو لاعب كرة مضرب تشيكي سابق بدأ مسيرته كمحترف سنة 1997 وكان يلعب باليد اليمنى، اعتزل اللعب في 2009. أعلى تصنيف له في الفردي كان المركز الـ 47 في سنة 2001. أعلى تصنيف له في الزوجي كان المركز الـ 142 في سنة 1999.

## روابط خارجية
- ميخال تابارا على موقع رابطة محترفي التنس (الإنجليزية)
- ميخال تابارا على موقع الاتحاد الدولي لكرة المضرب (الإنجليزية)
- ميخال تابارا على موقع كأس ديفيز (الإنجليزية)
- ميخال تابارا على موقع خلاصة التنس.كوم (الإنجليزية)
- ميخال تابارا على موقع إي إس بي إن.كوم (الإنجليزية)